# (2612) Kathryn
(2612) Kathryn es un asteroide perteneciente al cinturón de asteroides descubierto el 28 de febrero de 1979 por Norman G. Thomas desde la estación Anderson Mesa, en Flagstaff, Estados Unidos.

## Designación y nombre
Kathryn se designó al principio como 1979 DE.
Posteriormente fue nombrado en honor de Kathryn Gail Thomas-Hazelton, hija del descubridor.

## Características orbitales
Kathryn está situado a una distancia media de 2,898 ua del Sol, pudiendo alejarse hasta 3,366 ua y acercarse hasta 2,43 ua. Tiene una inclinación orbital de 20,17° y una excentricidad de 0,1615. Emplea en completar una órbita alrededor del Sol 1802 días.